# Масемпе Тхеко
Масемпе Теко (англ. Masempe Theko; нар. 4 липня 1987, Масеру) — плавчиня з Лесото.  Учасниця Літніх Олімпійських ігрор 2012 року в Лондоні, де посіла 73 місце, не потрапивши до півфіналу. 